# Le Garçon savoyard
Le Garçon savoyard est un roman de Charles-Ferdinand Ramuz publié en 1936.

## Historique
Le Garçon savoyard est un roman de Charles-Ferdinand Ramuz (1878 † 1947), publié en octobre 1936 chez Mermod, à Lausanne.

## Résumé
À Lausanne, après avoir déchargé la Vauderre, le grand Clérici, Dubouloz, Métral, le père Pinget et Joseph Jacquet se dirigent vers le café où ils ont leurs habitudes. Ce soir, Joseph, le garçon savoyard, va faire un tour en solitaire...

## Éditions en français
- Le Garçon savoyard, édition de 1936 par Mermod, à Lausanne.
- Le Garçon savoyard, édition de 1936 à La Guilde du Livre, à Lausanne.
- Le Garçon savoyard, édition de 1937 chez Grasset, à Paris.
- Le Garçon savoyard, édition de 1941 dans le dix-huitième volume des Œuvres complètes aux Éditions Mermod, à Lausanne.
- Le Garçon savoyard, édition de 1987 par les Éditions Plaisir de Lire à Lausanne.